# Рюмин, Валерий Васильевич
Вале́рий Васи́льевич Рю́мин (р. 3 марта 1950 года, Томск, РСФСР, СССР) — российский политик, мэр Рязани с 1991 по 1994 год, участник афганской войны, полковник, президент Союза российских городов в 1991—1992 годах.

## Биография
Родился 3 марта 1950 года в Томске в семье рабочих.

### Образование, служба и трудовая деятельность
В 1971 году — окончил Новосибирское высшее военно-политическое училище.
В 1978 году — Военно-политическую академию им. Ленина.
В годы учёбы вступил в КПСС. После неё проходил службу в должностях заместителя командира роты, батальона, полка по политической части.
С 1980 по 1982 год принимал участие в боевых действиях в Афганистане, после тяжелого ранения уволен в запас в звании полковника.
С 1982 по 1990 год — преподаватель кафедры марксизма-ленинизма в Рязанском высшем воздушно-десантном командном училище, был уволен за неформальную общественную деятельность и беседы с курсантами на «антипартийные» темы.

## Политическая деятельность
В 1989 году возглавил Рязанскую оппозицию коммунистической партии. С 1990 года являлся координатором Движения «Демократическая Россия» в Рязанской области.
В 1990 году был избран депутатом, а затем председателем Рязанского городского Совета. В том же году учредил газету «Вечерняя Рязань».
С 1990 по 1993 год — народный депутат России, входил во фракции «Радикальные демократы», «Коммунисты России», «Демократическая Россия», «Гражданское общество».
В июле 1990 года вышел из КПСС.
Во время президентских выборов 1991 года был доверенным лицом Б. Н. Ельцина в Рязанской области.
Во время августовского путча 1991 года поддержал Б. Н. Ельцина и забаррикадировался с остальными демократами в здании исполнительного комитета Городского Совета. После этого в августе 1991 года был назначен мэром Рязани, а также возглавил комиссию по ликвидации последствий ГКЧП.
Осенью 1993 года однозначно поддержал разгон Верховного Совета.
21 марта 1994 года президентским указом № 558 был освобожден от должности мэра Рязани «по собственному желанию».
В 2000 году баллотировался на пост губернатора Рязанской области. Во втором туре 17 декабря, набрав около 27 % голосов, уступил победу действовавшему губернатору Вячеславу Любимову (65 % голосов).
В 2009 году был кандидатом в депутаты Рязанской областной Думы на выборах 14 марта 2010 года как по одномандатному округу № 1, так и в составе партийного списка ЛДПР.

## Арест
13 февраля 2013 года Рюмин и депутат Совета депутатов Варсковского сельского поселения Рязанского района Сергей Панин были задержаны по подозрению в вымогательстве.
15 марта на имущество обвиняемых был наложен арест, но об этом стало известно только 9 апреля.
Потерпевшим по делу стал председатель Рязанской областной Думы, секретарь регионального отделения партии «Единая Россия» Аркадий Фомин. Сам он ситуацию ни разу не комментировал. По версии следствия Рюмин и Панин вымогали у Фомина 3 млн рублей за неразглашение компрометирующих сведений. Рюмину и Панину избрана мера пресечения в виде содержания под стражей. Арест несколько раз продлевался. Последний раз — в начале мая 2013 года.
8 апреля у Рюмина в тюрьме был прооперирован аппендикс. 26 марта 2013 года суд приговорил Валерия Рюмина к 7 с половиной годам лишения свободы в колонии строгого режима и штрафу в размере 300 тысяч рублей 
12 августа 2020 года Валерий Васильевич Рюмин был освобождён из исправительной колонии строгого режима №5 УФСИН России по Рязанской области. 

## Внеполитическая деятельность
Валерий Рюмин создал первый в России муниципальный банк — Банк имени Сергия Живаго.
В 1994 году основал Рязанскую строительную корпорацию.
После отставки с поста мэра вплотную занялся строительным бизнесом. Одновременно занимал пост советника губернатора по вопросам экономики, финансам, безопасности и связям с общественными организациями.

## Критика
Оппоненты Рюмина критикуют его прежде всего за «излишнюю приватизацию» государственной собственности, вплоть до детских садов, что впоследствии, негативно сказалось на промышленно-экономическом потенциале города.
Одной из первых неудачных решений в качестве мэра был снос памятника В. И. Ленину на одноимённой площади в Рязани, который был осуществлен в ночь с 6 на 7 октября 1993 года, что вызвало осуждение со стороны областной администрации и части горожан.
Кроме того Рюмину вменяется в вину, что его политика в должности мэра города послужила причиной для зарождения первых ростков коррупции в городской власти.